# Жіноча гімназія (Пирятин)
50°14′36″ пн. ш. 32°30′37″ сх. д. / 50.243334° пн. ш. 32.510287° сх. д.
Жіноча гімназія в Пирятині — освітня установа, яка була відкрита в Пирятині Полтавської губернії в 1907 році. Будівля жіночої гімназії збереглася до наших часів. Нині у ньому розташована загальноосвітня школа № 4.

## Історія
1 вересня 1907 року в Пирятині розпочала роботу жіноча гімназія, в якій працювали три початкові класи та підготовчий клас.
Згодом заклад почав приймати дітей на 8 класів навчання. Останній клас був педагогічний. Спочатку для роботи гімназії приміщення орендувалися, а до 1914 року вже використовували двоповерхову будівлю по вулиці Бородінській (сучасна адреса — вул. Червоноармійська, 2а). У гімназії були просторі світлі кімнати, спортивна зала, кабінети фізики, бібліотека. У гімназії було передбачено квартири для учениць. На функціонування установи виділяла гроші держава, губернське земство. Учні вносили річну плату у вигляді 50 чи 75 чи 120 рублів на рік. Станом на 1917 рік, у жіночій гімназії у місті Пирятині навчалися 434 дівчат. Це були дочки дворян, почесних громадян, чиновників, духовенства, козаків. Були також діти із сімей міщан, купців чи селян. Серед предметів, що викладалися у гімназії, були педагогіка, малювання, література, Закон Божий, історія, географія, рукоділля, українознавство, співи, математика, фізика, гімнастика, російська, німецька та французька мови. Багато учениць, здобувши якісну освіту в стінах гімназії, після її закінчення ставали вчительками в школах Пирятина.
Будівля гімназії була побудована в XIX столітті.
Пирятинська жіноча гімназія належала до державних освітніх установ.
Гімназія для навчання юнаків відкрилася в Пирятині лише через шість років після відкриття жіночої гімназії .
З 1989 року в будинку за адресою вулиця Червоноармійська (змінана на «Європейська»), 2а розташована Пирятинська загальноосвітня школа № 4.